# Clubiona pyrifera
Clubiona pyrifera este o specie de păianjeni din genul Clubiona, familia Clubionidae, descrisă de Schenkel, 1936. Conform Catalogue of Life specia Clubiona pyrifera nu are subspecii cunoscute.